# Étienne Mazet
Pour les articles homonymes, voir Mazet (homonymie).
Étienne Mazet est un homme politique français né le 7 novembre 1800 à Sainte-Croix-du-Mont (Gironde) et mort le 28 décembre 1874 à La Réole (Gironde).
Avocat à Poitiers en 1826, il est juge de paix à La Réole en 1832, puis juge au tribunal de première instance en 1843, juge d'instruction en 1849 et président de ce tribunal de 1866 à 1871. Il est député de la Gironde de 1846 à 1848, siégeant dans la majorité soutenant les gouvernements de la Monarchie de Juillet.

### Sources
- « Étienne Mazet », dans Adolphe Robert et Gaston Cougny, Dictionnaire des parlementaires français, Edgar Bourloton, 1889-1891 [détail de l’édition]